# Tosya
Tosya est une ville et un district de la province de Kastamonu dans la région de la mer Noire en Turquie. La population urbaine est estimée en 2 009  à   25 000 habitants, alors que ce district d'Anatolie du Nord frontalier à l'ouest de la province Çankırı et à l'est de la Province Çorum dépasserait 40 000 habitants pour 1185 km² (soit une densité moyenne de 34 habitants par km²).

## Géographie
Cette commune de l'ancienne Turquie d'Anatolie est située entre 880 mètre et 1 231 mètre d'altitude, à environ 40 km au sud-est de Kastamouni.
Elle s'adosse au versant sud de la chaîne montagneuse des monts Illgaz ou Ilgaz Dağları, qui culminent au Küçükhacet Tepe à 2 546 m d'altitude. Le climat océanique est tempéré, à dominante continentale et montagnarde.
La vieille ville occupe un amphithéâtre rocheux, exposé au sud et en conséquence coupé des vents du nord. A l'ouest de ce cirque, des plantations de vignes rappellent l'extension antique de la viticulture et à l'est, une vallée sèche montre à défaut l'importance de l'eau dans le choix d'installation urbain. La vieille ville haute possède encore sans le vouloir un cachet de typicité, ce qui n'est pas le cas de ses entrées et abords où règnent l'anarchie du ciment auto-bâtisseur et surtout des quartiers bétonnées de la ville basse.
La ville est à l'écart de la route principale, la voie européenne ou Europa 80 en particulier son tronçon turque dit autoroute D 100en:State road D100 (Turkey), c'est-à-dire l'axe routier Istanbul-Erzouroum-Dohoubayesit précisément entre Gerede et Merzifon. La rivière Devrez Çayıde:Devrez Çayı, un des affluents du fleuve Kızılırmak, coule à travers le district principalement en direction de l'orient.

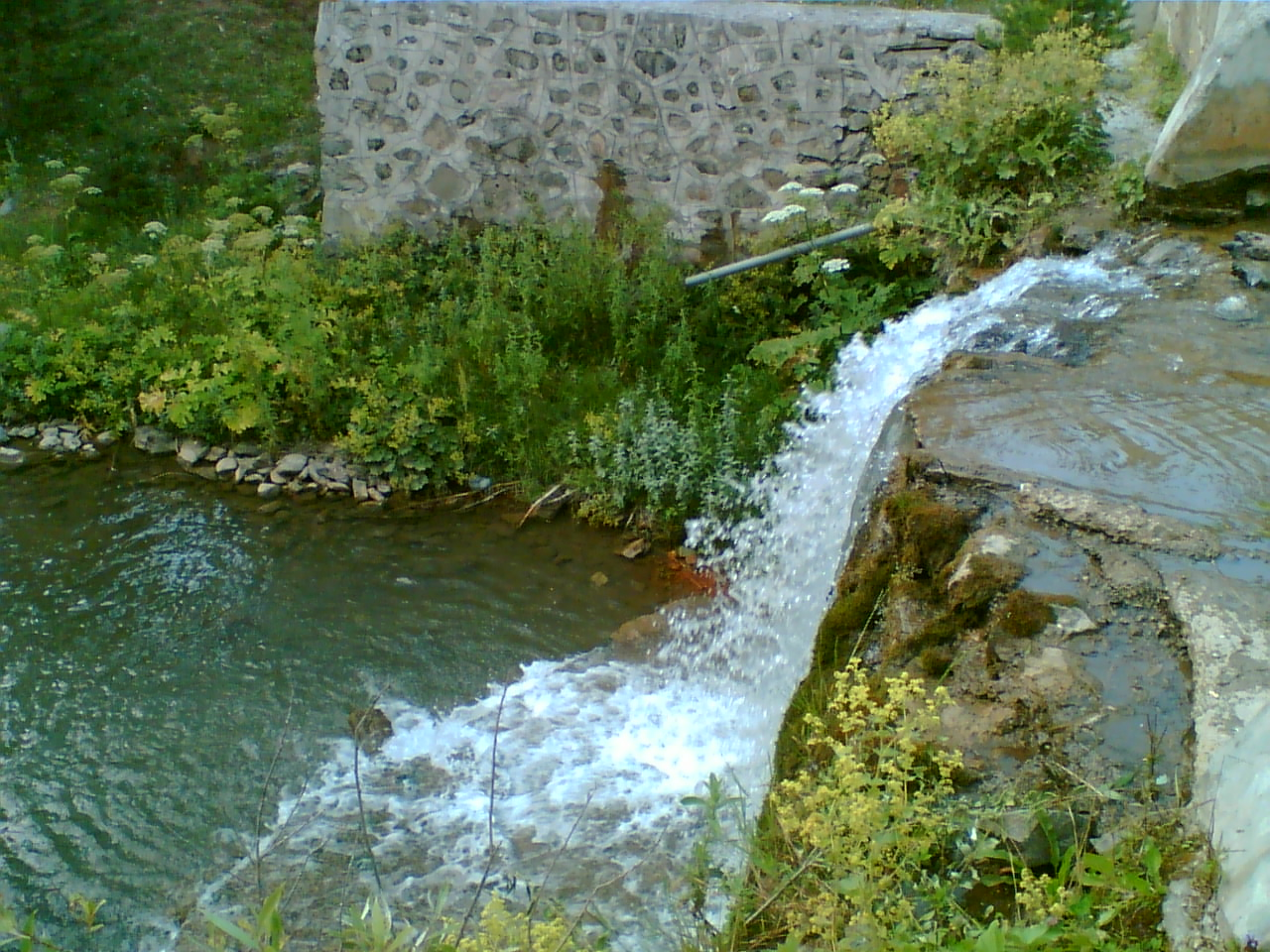
Rivière Cukurhan, Kilkuyu

La plaine agricole basse est en partie aménagée en rizières ou zones rizicoles irriguées. Un tiers du riz cultivé en Turquie serait produit bon an mal an dans le district de Tosya. Outre l'agriculture et l'élevage souvent encore traditionnelle, mais non sans potentiel, la filière forestière connaît un essor important et l'industrie du bois représente un secteur économique relativement important.

## Histoire
Tosya, la graphie en turc osmanli est طوسيه , signifierait "trois eaux" ou "trois sources". Autrefois, à l'époque seldjoukide, elle se nommait Dodjeya écrit encore au XIXe siècle Docea en graphie latine, soit littéralement "deux eaux" car elle n'aurait possédé que deux grands collecteurs d'eaux.
La ville haute gréco-romaine muni d'un sanctuaire antique se nommait Zoaka, avant de s'appeler Treizia à la fin de l'époque byzantine, puis avant d'endosser l'éphémère Turkya au moment de la conquête turque il y a plus de 700 ans. Si elle était à l'écart de la route de la Soie, elle n'en possédait pas moins un ancien caravansérail (aujourd'hui disparu), associé plus tard à une mosquée (réoccupant le sanctuaire d'Apollon) et un hammam. La vaste mosquée a été reconstruite au XVIe siècle pour 700 à plus de 1 000 places par un élève du célèbre architecte d'Istanboul, Mimar Sinan.
La ville a connu en 2000 ans une douzaine de dominations différentes ou changements de maîtres. L'incendie de 1913 et surtout les tremblements de terre, en particulier celui ravageur de 1946, ont réduit singulièrement les vestiges visibles des strates urbaines anciennes.
Mais la région étendue a une riche histoire, autant antique que médiévale. Le petit village de Bohachkalé dans le district voisin plus à l'est ne serait autre que l'ancienne Hattusa, vaste capitale de l'Empire Hittite. Safranboulou est une autre ville très visitée, à architecture traditionnelle en bois seldjoukide, autrefois réputé pour la culture du safran et la récolte de sa fragile fleur, plus précisément son pistil.

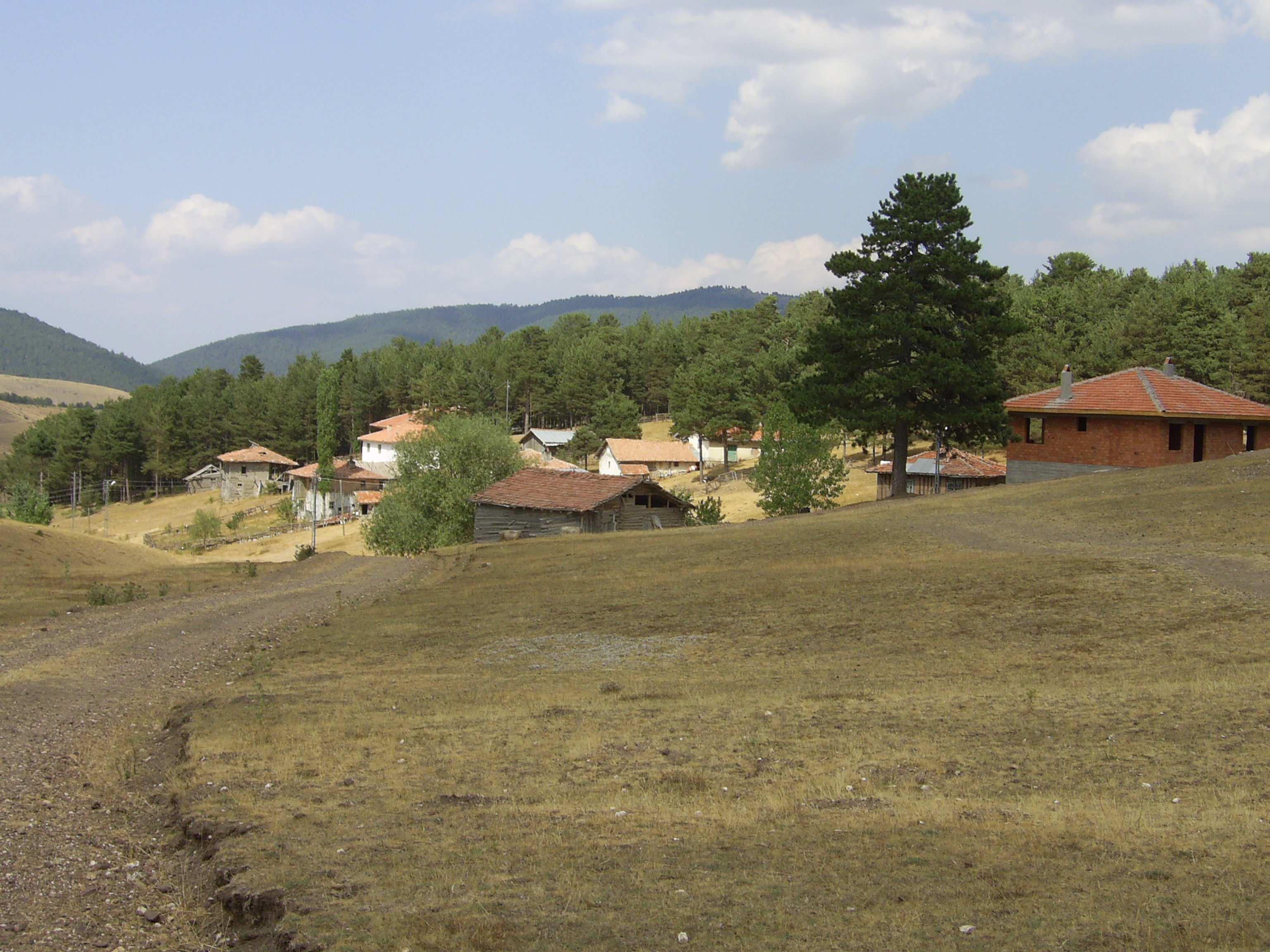
Les chaumes de la localité Kilkuyu dans le district de Tosya

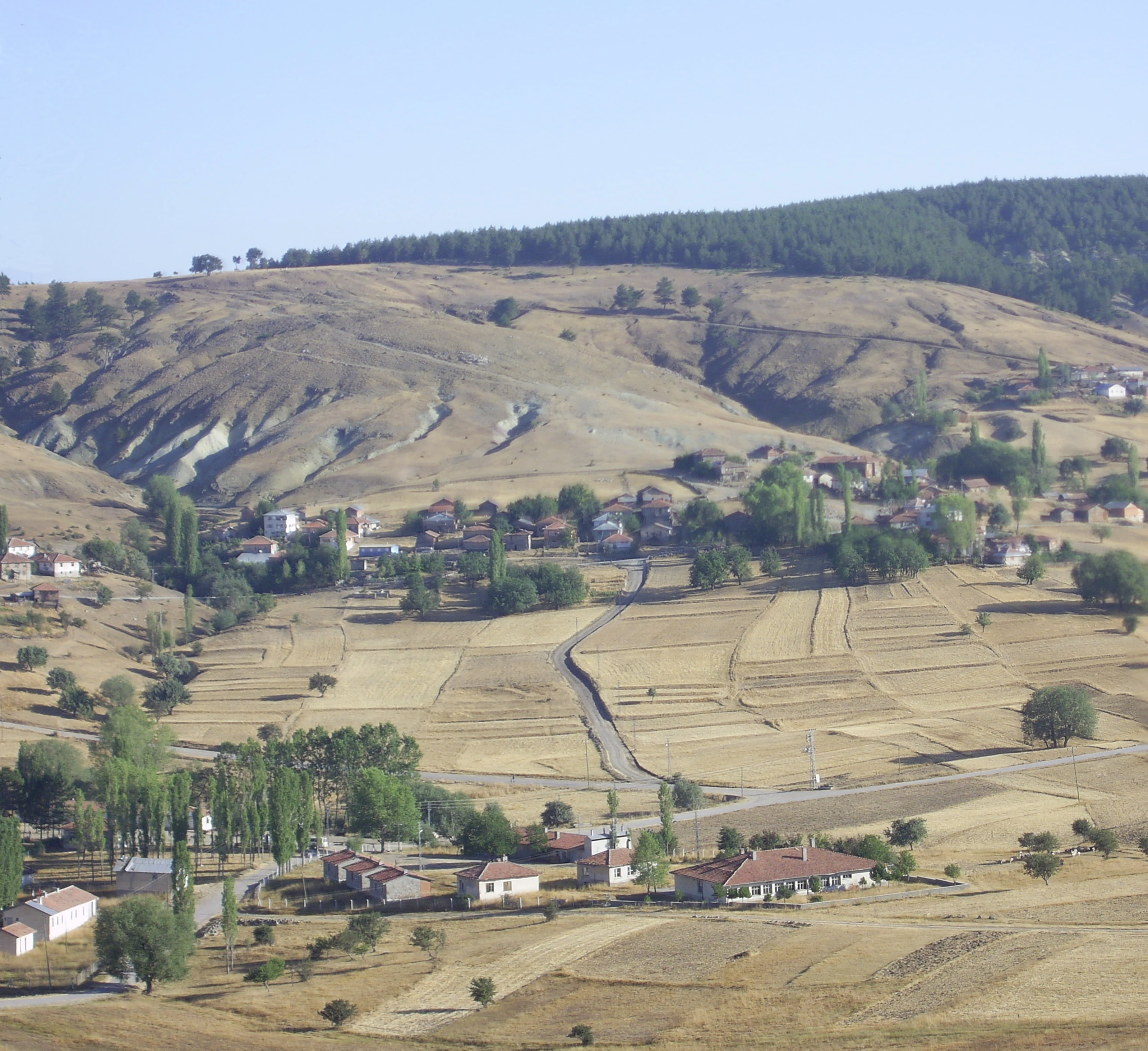
La vallée de Kilkuyu

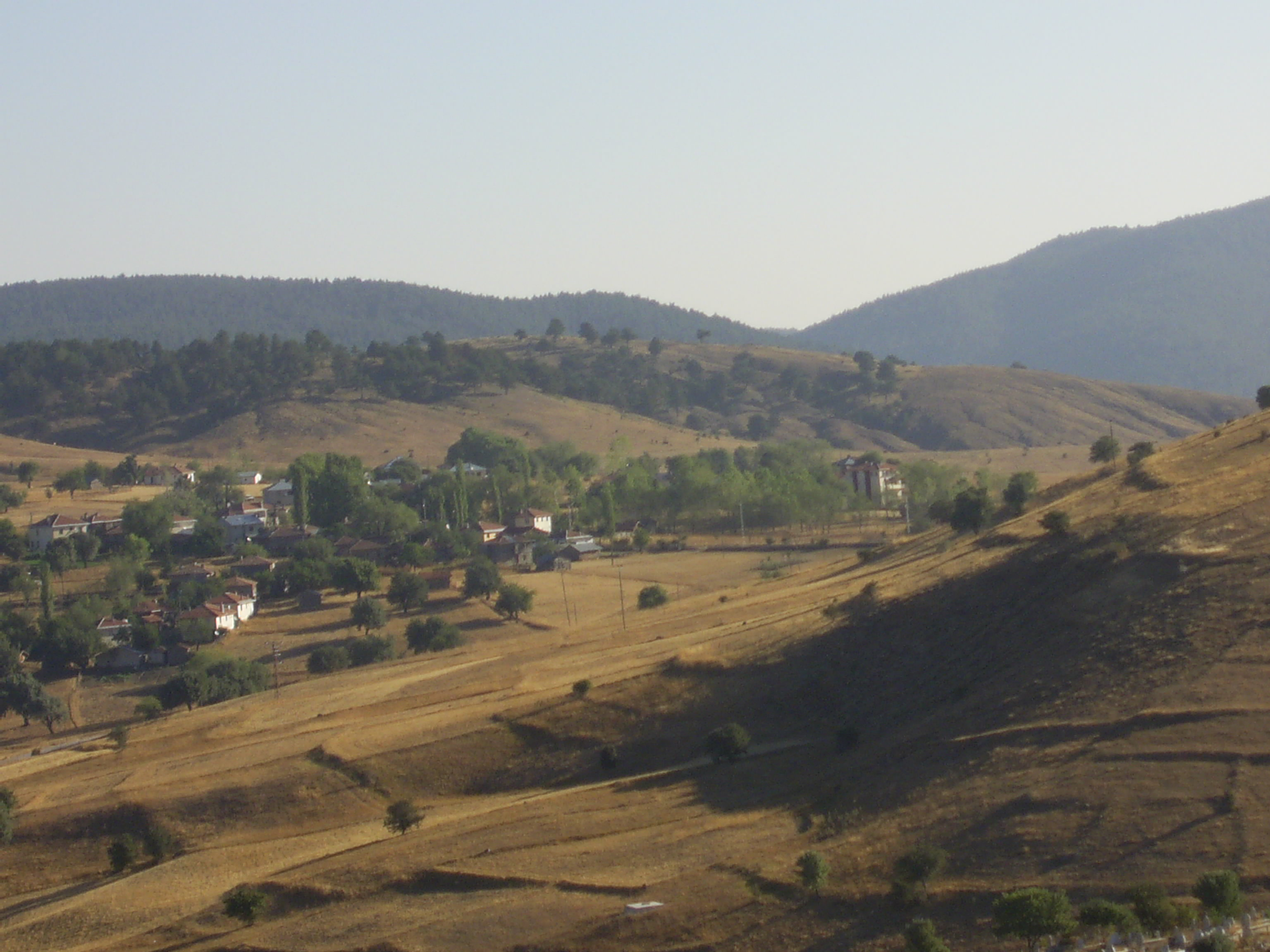
Le bourg de Kilkuyu

La ville de Tosia (sic), qui donne son nom à un eyalet, ne compte qu'environ 6 000 habitants vers 1870, mais déjà les plaines environnantes procurent une abondante récolte de riz. La métallurgie traditionnelle et la mise en valeur du bois associé à l'art des forgerons, activités déjà fort réduites, ne se maintenaient que par la restauration ou la réfection des bâtiments.

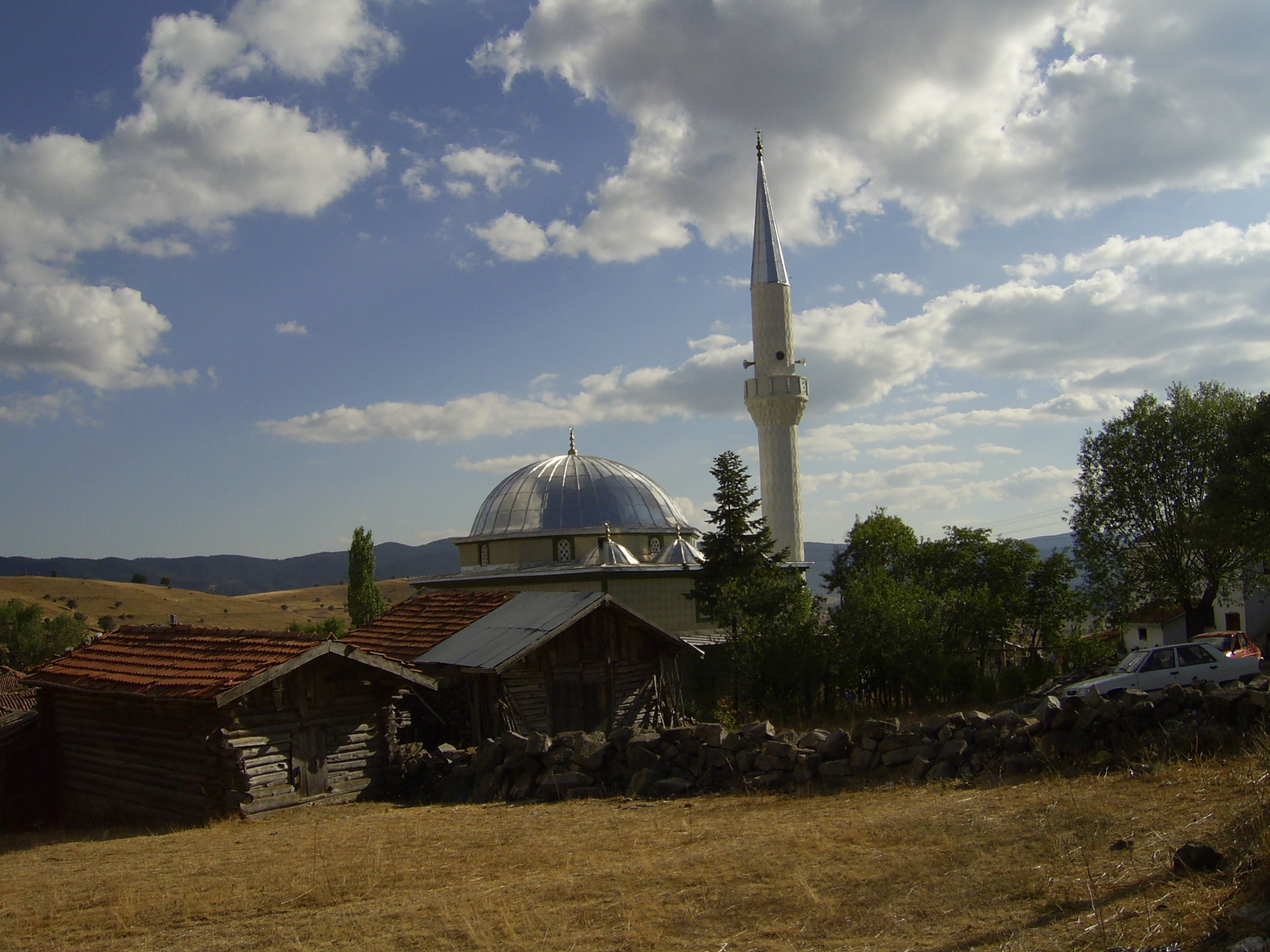
La mosquée champêtre de Buyükboy

## Liste de localités du district de Tosya
| - Ahmetoğlu - Akbük - Akseki - Aşağıberçin - Aşağıdikmen - Aşağıkayı - Bayat - Bürnük - Çakırlar - Çaybaşı - Çaykapı - Çeltikçi - Çepni - Çevlik - Çifter - Çukurköy - Dağardı - Dağçatağı | - Dedem - Ekincik - Ermelik - Gökçeöz - Gökomuz - Gövrecik - İncebel - Karabey - Karasapaça - Kargın - Kayaönü - Keçeli - Kınık - Kızılca - Kilkuyu - Kösen - Kuşçular - Küçükkızılca | - Küçüksekiler - Mısmılağaç - Musaköy - Ortalıca - Özboyu - Sapaca - Sekiler - Sevinçören - Sofular - Suluca - Şarakman - Yağcılar - Yenidoğan - Yukarıberçin - Yukarıdikmen - Yukarıkayı - Zincirlikuyu |